# シャイニング 愛しき貴方
「シャイニング 愛しき貴方」（しゃいにんぐ いとしきあなた）は、2004年8月4日にアップフロントワークス（zetimaレーベル）から発売されたカントリー娘。に紺野と藤本（モーニング娘。）の3rdシングル。

## 解説
カントリー娘。としては11作目となるシングルであり、紺野あさ美と藤本美貴（いずれも当時のモーニング娘。メンバー）をフィーチャリングした最後のシングル。また、「カントリー娘。」名義としても最後のシングルとなった。
カップリングでは、T&Cボンバーの「DON'T STOP 恋愛中」をカバーしている。

## 収録曲
全作詞・作曲：つんく
1. シャイニング 愛しき貴方
編曲：鈴木俊介
2. DON'T STOP 恋愛中 (2004 Version)
編曲：平田祥一郎
3. シャイニング 愛しき貴方 (Instrumental)

## 参加ミュージシャン
シャイニング 愛しき貴方
- プログラミング&ギター：鈴木俊介
- コーラスアレンジ&コーラス：TURHAN "MR.T" TERRELL of Platinum Patnuz Music
- コーラス：あさみ・みうな・ROBERT BELGRADE・CHINO

DON'T STOP 恋愛中 (2004 Version)
- 全ての楽器：平田祥一郎
- コーラス：稲葉貴子・竹内浩明

## カバー
- 三沢洋紀バンド with YURINA da GOLD DIGGER - トリビュートアルバム『シューティング スター』（2024年11月11日発売）に収録。